# Astronomía de rayos gamma

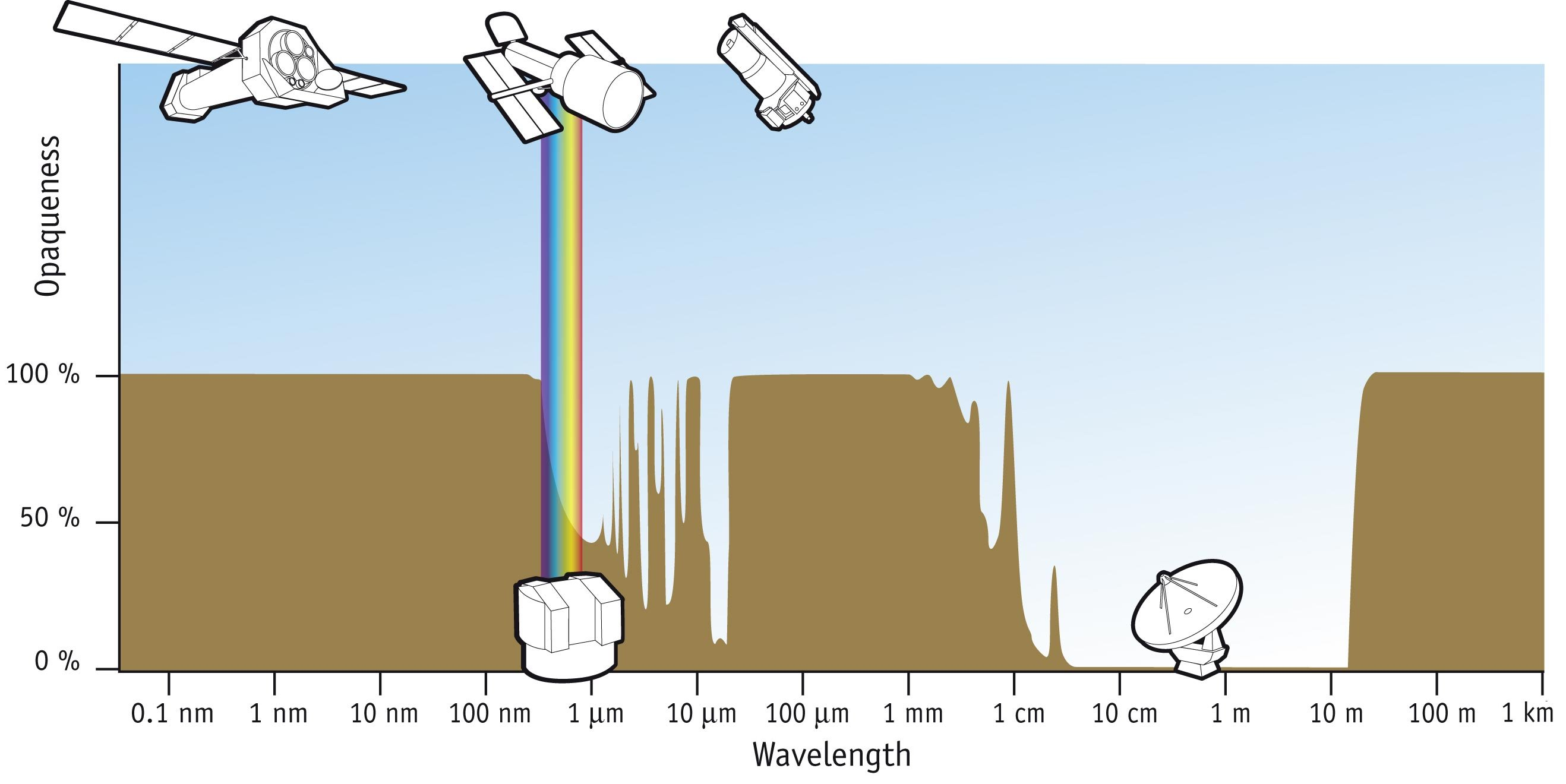
Los rayos gamma no penetran en la atmósfera, por lo que deben ser estudiados desde un telescopio espacial.

La astronomía de rayos gamma se define como el estudio astronómico del cosmos a través de los rayos gamma (fotones de energía superior a los rayos X). La atmósfera terrestre protege al planeta de la radiación gamma, por ello las primeras observaciones astronómicas de los fotones gamma tuvieron que realizarse mediante globos sonda y cohetes (para tiempos de observación muy cortos) antes de que se fabricaran los primeros satélites artificiales.
La radiación gamma es extremadamente potente, su detección requiere aparatos de grandes dimensiones, formados por una serie de gruesas placas metálicas. Su funcionamiento guarda ciertas similitudes con el del contador Geiger.
La astronomía de rayos gamma es a veces llamada la del universo "violento" debido a que las fuentes de rayos gamma son, por lo general, explosiones de supernova, colisiones a gran velocidad, chorros de partículas, agujeros negros, etc.

## Rayos Gamma

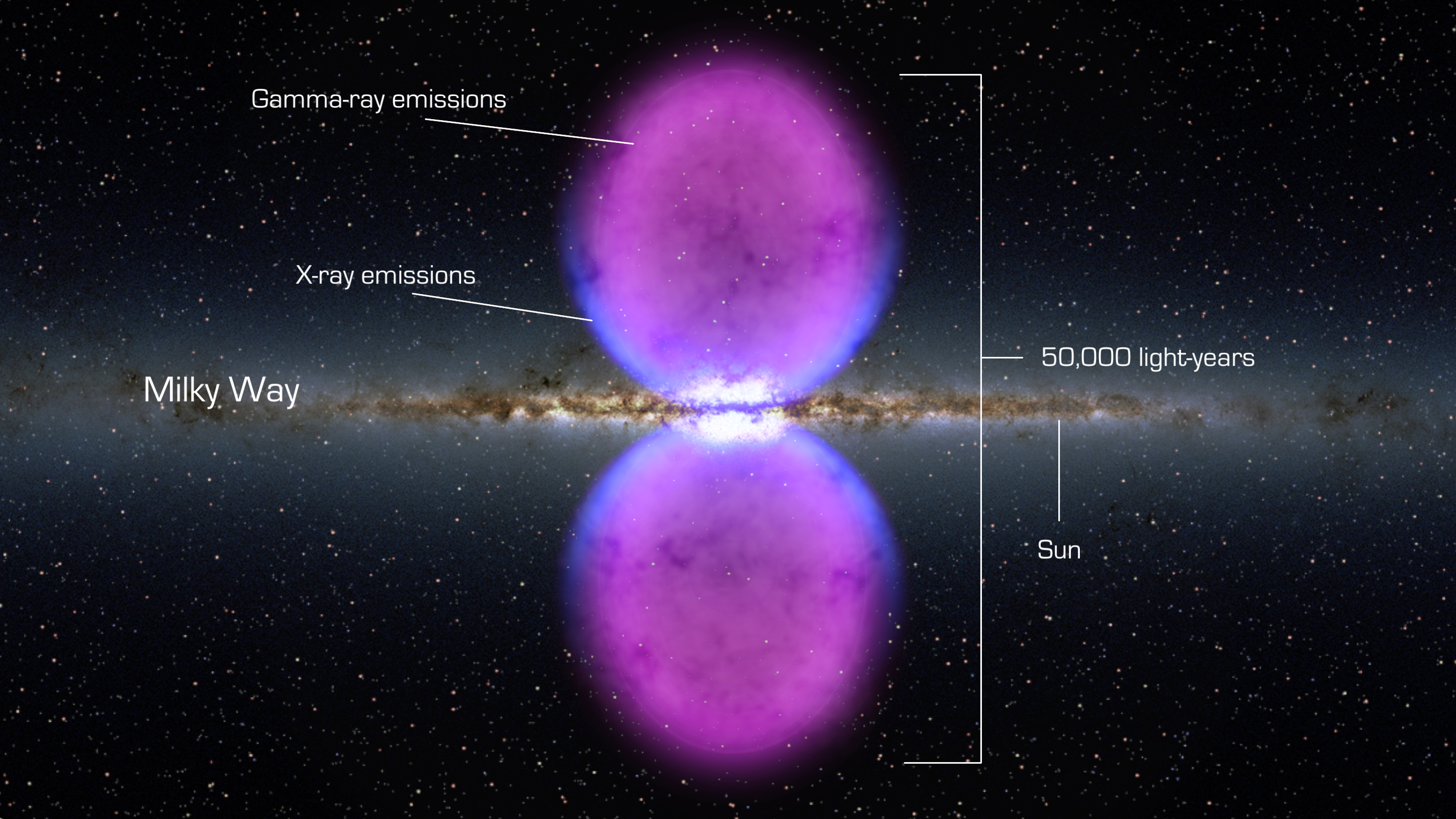
Burbujas gigantes de rayos gamma en el corazón de la Vía Láctea

A finales de los 60 y principios de los 70, una serie de satélites militares que portaban a bordo detectores de rayos gamma provenientes de los estallidos de bombas nucleares, descubrieron ráfagas de rayos gamma procedentes del espacio exterior. Estas ráfagas tenían una muy breve duración, apareciendo súbitamente desde todas las direcciones para luego desvanecerse. Los estudios realizados a partir de los años 80 a través de varios satélites entre los que se incluyen la soviética Venera y la Pioneer, entre otros, no arrojaron nueva luz sobre el misterio de los rayos gamma. Actualmente la teoría más aceptada es que la mayoría de estas ráfagas proceden de estrellas tremendamente masivas que colapsan en potentes explosiones de supernova llamadas hipernovas, y que generan agujeros negros en vez de estrellas de neutrones, otras podrían ser emisiones originadas por la fusión entre dos estrellas de neutrones o una estrella de neutrones con un agujero negro.
En noviembre de 2010, el Telescopio Espacial de Rayos Gamma Fermi, descubrió dos gigantescas burbujas de rayos gamma procedentes del centro de la Vía Láctea. Se sospecha que estas burbujas proceden de un agujero negro masivo, o evidencian el nacimiento de estrellas hace millones de años. Las mediciones establecen que estas burbujas gigantes de rayos gamma tienen un diámetro aproximado de 25.000 años luz.

## Observación reciente

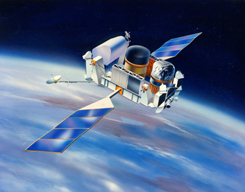
Observatorio Compton de Rayos Gamma (imagen de la NASA).

En 1977 la NASA anunció sus planes para construir un gran observatorio de rayos gamma. El Observatorio de rayos gamma Compton (CGRO) fue diseñado en los años 80 y lanzado en el año 1991. El satélite portaba instrumental que implemetaba la resolución y temporalidad de las observaciones de rayos gamma efectuadas hasta ese momento. 
BeppoSAX fue lanzado en 1996. Predominantemente estudiaba la emisión de rayos x, pero también se dedicó a la observación de ráfagas de rayos gamma. Aumentó la precisión de los cálculos en la posición y observación de las remanentes de rayos gamma en galaxias distantes.
En la actualidad los principales observatorios de rayos gamma operativos son el INTEGRAL (de International Gamma Ray Astrophysics Laboratory) y el Telescopio Fermi. INTEGRAL es una misión de la Agencia Espacial Europea con la colaboración adicional de Chequia, Polonia, EE. UU. y Rusia. Fue lanzado el 17 de octubre de 2002. La NASA, por su parte, lanzó el Telescopio Fermi el 11 de junio de 2008.
Algunos rayos gamma de muy alta energía se convierten en otro tipo de partículas al penetrar en la atmósfera, éstas emiten luz azul, violeta y ultravioleta por un proceso que se llama radiación Cherenkov. Los telescopios que ven estos destellos de luz se llaman telescopios de Cherenkov.